# Наурот
Наурот (нім. Nauroth) — громада в Німеччині, розташована в землі Рейнланд-Пфальц. Входить до складу району Альтенкірхен. Складова частина об'єднання громад Гебгардсгайн.
Площа — 6,86 км2. Населення становить 1137 ос. (станом на 31 грудня 2020).